# Plimska sila
Plímska síla je pridružen pojav gravitacijske sile in je odgovoren za plimovánje. Je posledica gravitacijskega gradienta, ki obstaja vzdolž premera telesa. Kadar veliko telo gravitacijsko deluje na drugo telo, so lahko razlike v njegovi gravitacijski sili med notranjo in zunanjo stranjo velike. Zaradi tega je njegova oblika nagnjena k popačitvi brez spremembe prostornine. Če ima, na primer, telo obliko krogle, bodo plimske sile popačile njegovo obliko v elipsoid, z dvema izboklinama, ki bosta usmerjeni v smeri drugega telesa in v nasprotni smeri.
Plimska sila v enačbi gibanja izvira iz konstantnega težnega pospeška in vodi do izboklin na obeh straneh manjšega telesa. Plimske sile obstajajo neodvisno od gibanja dveh planetov. Njuno kroženje ne vpliva na plimske sile, čeprav je seveda dejansko plimovanje močno odvisno od tega.
Za plimske sile velja približna obratna sorazmernost s kubom razdalje. Odvod razdalje v Newtonovem splošnem gravitacijskem zakonu da:
{\displaystyle F_{p}={\frac {2\kappa Mmr}{R^{3}}}\!\,,}
kjer je M masa masivnejšega telesa, m masa krožečega telesa, R polmer njegovega tira in r << R polmer krožečega telesa. Velikost delujočih plimskih sil bo 2Fp v smeri stran od osi masnih središč teles in -Fp v ravnini, pravokotni na to os (na tečajih manjšega telesa).
Plimske sile so še posebej izrazite blizu majhnih teles z veliko maso, kot so nevtronske zvezde ali črne luknje. Zaradi njih se padajoča snov splošči kot rezanci. Zaradi plimskih sil nastaja tudi plimovanje v oceanih, kjer »večje telo« predstavlja voda v Zemljinih oceanih, privlačni telesi pa sta Luna in, zaradi večje oddaljenosti, v manjši meri Sonce. Zaradi plimskih sil opazimo pri telesih plimsko zvezanost (sočasno kroženje).